# Canal Dessel-Kwaadmechelen

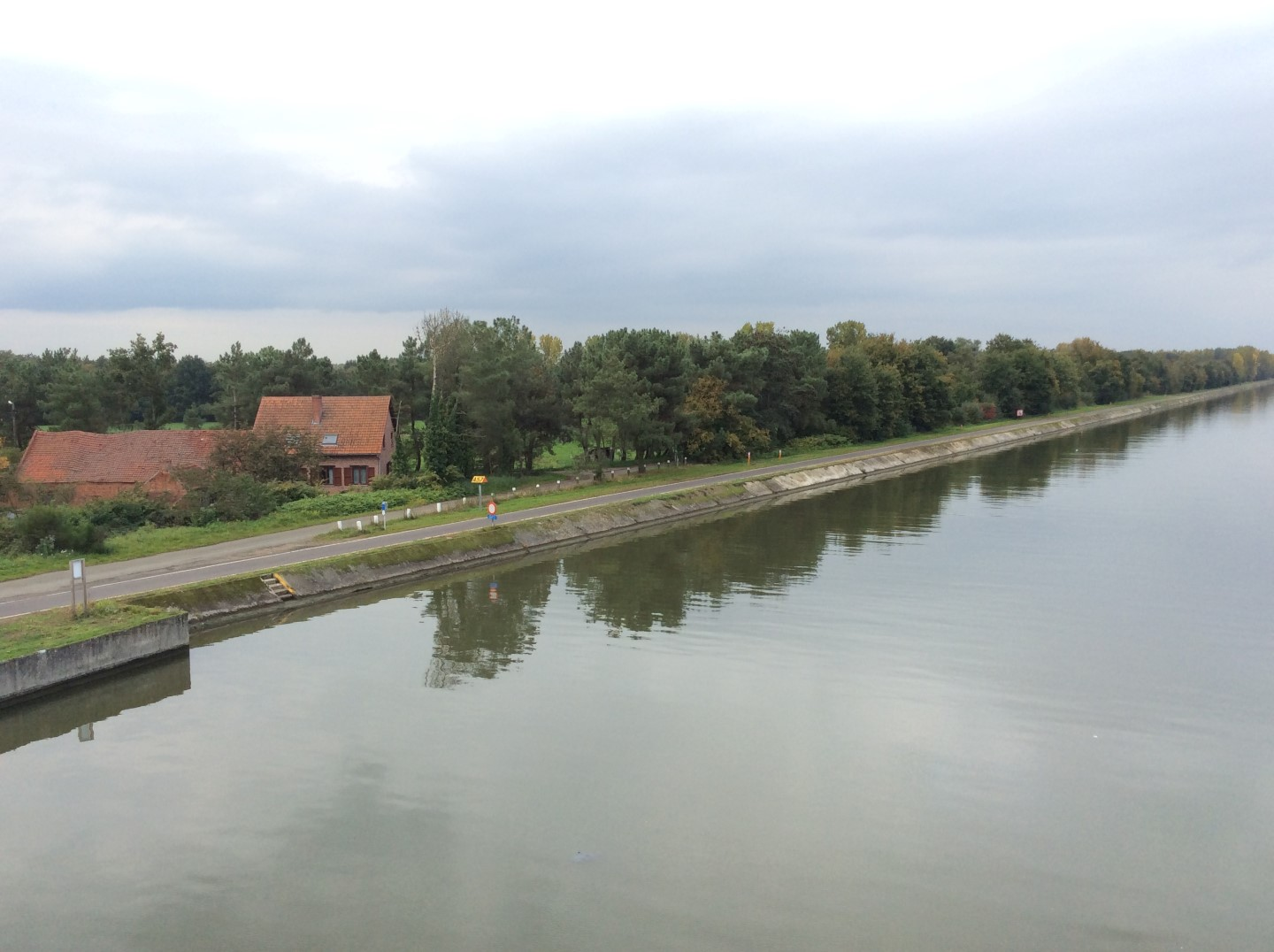
Canal Dessel-Kwaadmechelen.

El Canal Dessel-Kwaadmechelen és un canal de Bèlgica que connecta el canal Albert a Kwaadmechelen amb els canals Bocholt-Herentals i Dessel-Schoten. Té una llargada de 15,785 km tots de classe V. Així es creà a Dessel un quatre cantons de canals, al mateix nivell, una situació força rara al món i única a Europa.
La qualitat de l'aigua varia de mitjana cap a bona, amb poca pol·lució. Les poblacions de peixos més grans són els ciprínids, bremes, perques de riu i lucioperques. El camí de sirga s'ha integrat en la xarxa de vianants llents de Flandes.

## Història
El canal es va construir entre 1854 i 1858, molt abans del Canal Albert. En fer la connexió amb el riu Dèmer a Hasselt es deia Hasselts Vaartje (en català canalet d'Hasselt). El canal original només tenia una pregonesa de 3 m i una amplada de 20 m. De 1972 a 1974 l'han eixamplat fins a 60 m amb 5 m de pregonesa. Després de la inauguració del canal Albert el 1939, el canal va rebatejar-se amb el seu nom actual.

## Rescloses
El canal no té cap resclosa.